# سی‌سی پنیستون
سی‌سی پنیستون (به انگلیسی: CeCe Peniston) با نام کامل سیسیلیا ورونیکا پنیستون (به انگلیسی: Cecilia Veronica Peniston) (زاده ۶ سپتامبر ۱۹۶۹) خواننده، ترانه‌سرا و بازیگر آمریکایی است. او ملکه زیبایی سابق است.